# Witkowo (gmina)
Pour les articles homonymes, voir Witkowo (homonymie).
Witkowo est une gmina mixte du powiat de Gniezno, Grande-Pologne, dans le centre-ouest de la Pologne. Son siège est la ville de Witkowo, qui se situe environ 16 km au sud-est de Gniezno et 59 km à l'est de la capitale régionale Poznań.
La gmina couvre une superficie de 184,4 km2 pour une population de 13 446 habitants en 2006.

## Géographie

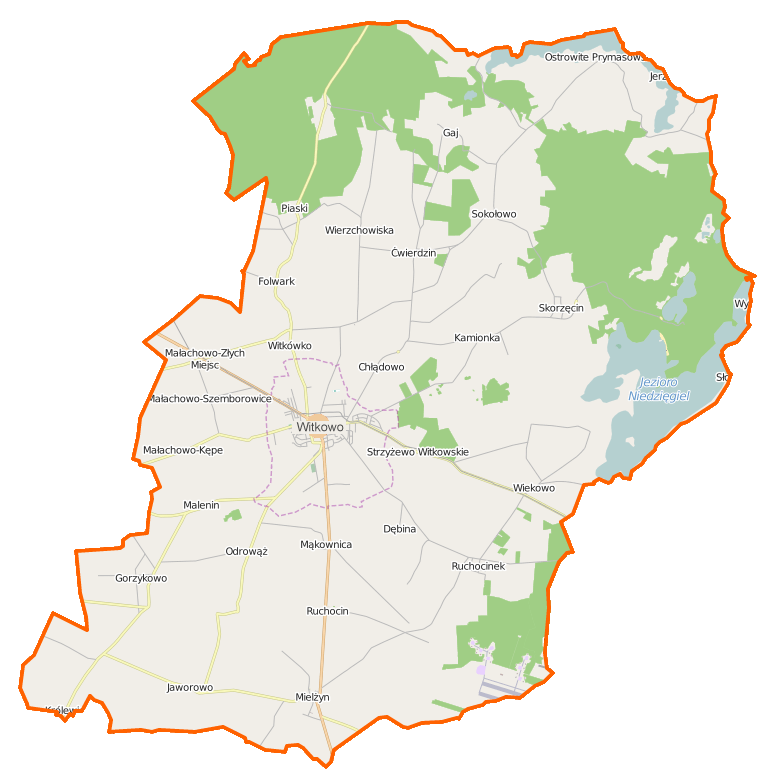
Plan de la gmina.

Outre la ville de Witkowo, la gmina inclut les villages et les localités de :
- Chłądowo
- Czajki
- Ćwierdzin
- Dębina
- Folwark
- Gaj
- Gorzykowo
- Jaworowo
- Kamionka
- Kołaczkowo
- Malenin
- Małachowo-Kępe
- Małachowo-Wierzbiczany
- Małachowo-Złych Miejsc
- Mąkownica
- Mielżyn
- Odrowąż
- Ostrowite Prymasowskie
- Piaski
- Ruchocin
- Ruchocinek
- Skorzęcin
- Sokołowo
- Strzyżewo Witkowskie
- Wiekowo
- Witkówko

### Gminy voisines
La gmina de Witkowo est bordée des gminy de :
- Gniezno (gmina rurale)
- Niechanowo
- Orchowo
- Powidz
- Strzałkowo
- Trzemeszno
- Września

## Structure du terrain
D'après les données de 2002 la superficie de la commune de Witkowo est de 184,4 km2, répartis comme tel :
- terres agricoles : 65 %
- forêts : 21 %

La commune représente 14,7 % de la superficie du powiat.

## Démographie
Données du 30 juin 2004 :
| Description        | Total  | Total | Femmes | Femmes | Hommes | Hommes |
| ------------------ | ------ | ----- | ------ | ------ | ------ | ------ |
| Unité              | Nombre | %     | Nombre | %      | Nombre | %      |
| population         | 13 532 | 100   | 6 794  | 50,2   | 6 738  | 49,8   |
| Densité (hab./km²) | 73,4   | 73,4  | 36,8   | 36,8   | 36,5   | 36,5   |